# Danalea
A/S Danalea (oprindeligt A/S Byggeselskabet af 9. marts 1968) var et dansk rådgivende arkitekt- og ingeniørfirma, som var fællesejet af boligselskaber over hele landet. Selskabet har opført en lang række almene boligbebyggelser med tusinder af boliger. Selskabet gik siden konkurs i 1989.

## Historie
Som led i Sydjyllandsplanen - Boligministeriets plan for støttet montagebyggeri i Sydjylland - blev Byggeselskabet af 9. marts 1968 stiftet, og dette blev siden til Totalea-koncernen. Denne bestod af Danalea (ingeniør og arkitektvirksomhed), Casalea (kassettehusfabrik i Hvorslev) samt Jord og Beton (i dag Jorton), som stod for udførelsen. Fabrikken Boligbeton blev etableret til at dække det store behov for præfabrikerede betonelementer. Fabrikken ejes i dag af Jorton og er beliggende ved Løsning. I løbet af en tyveårig periode stod koncernen for over en million etagekvadratmeter boligbebyggelse over hele Danmark.
Jørgen Kreiner-Jensen var fra 1971 til 1983 teknisk direktør i Danalea. Tormod Olesen var også knyttet til Danalea.
Både Danalea og Totalea havde adresse på Bredgade 37 i København.

## Liste over bebyggelser
Før dannelsen af selskabet i 1968:
- Skanseparken, Fredericia (opført 1965, 341 boliger)
- Søndervangen I og II, Viby (Jylland) (opført 1966-71, 451 boliger, bygherre: Viby Andelsboligforening)
- Petersborg (tidligere Guldbjergparken), Aabenraa (opført 1967, 252 boliger, bygherre: Aabenraa Andelsboligforening og Kolstrup Boligforening)
- Kløver- og Hvedemarken, Sønderborg (opført 1967, 438 boliger, bygherre: Sønderborg Andelsboligforening)
- Novrupvej, Sportsvej, Uglvigvej, Esbjerg (opført 1967, 354 boliger, bygherre: Arbejdernes Boligforening)

Efter dannelsen af Danalea i 1968:
- Danboparken, Nordborg (opført 1968, 459 boliger, bygherre: Boligselskabet DANBO)
- Kjærslund, Viby J. (opført 1968, 383 boliger, bygherre: Viby Andelsboligforening)
- Åbyhøjgården, Åbyhøj (opført 1968, 297 boliger, bygherre: Boligforeningen Solgaarden og Aabyhøj Boligforening)
- Langkærparken, Tilst (opført 1968-70, 865 boliger)
- Rosenhøj, Viby J. (opført 1968-70, 838 boliger, bygherre: Boligforeningen Århus Omegn)
- Ringparken (Stengårdsvej), Esbjerg (opført 1968-71, 504 boliger, bygherre: Boligforeningen Ungdomsbo)
- Korskærparken, Fredericia (opført 1969-71, 410 boliger, bygherre: Boligkontoret Fredericia)
- Bjergbakken, Roskilde (opført 1970, 361 boliger, bygherre: Boligselskabet Sjælland, tidligere Roskilde Boligselskab)
- Vårkjærparken, Viby J. (opført 1971, 183 boliger, bygherre: Viby Andelsboligforening)
- Store Ravnsbjerg, Viby J. (opført 1971, 72 boliger, bygherre: Lejerbo)
- Præsteskoven, Aabenraa (opført 1971, 52 rækkehuse, bygherre: Kolstrup Boligforening)
- Vapnagård, Helsingør (opført 1971, 1511 boliger, bygherre: Boliggården (tidligere det Sociale Boligselskab i Helsingør))
- Skovparken, Kolding (opført 1971-73, 529 boliger, bygherre: AAB Kolding)
- Damms Teglgård, Aabenraa (opført 1972, 138 boliger, bygherre: Aabenraa Andelsboligforening)
- Høje Kolstrup, Aabenraa (opført 1972-75, 402 boliger, bygherre: Kolstrup Boligforening)
- Elstedhøj og Sønderskovvej, Lystrup (opført 1972-79, 409 boliger, bygherre: Boligforeningen Århus Omegn)
- Sønderparken, Fredericia (opført 1972-80, 746 boliger, bygherre: Boligkontoret Fredericia)
- Houlkærvænget (Asmildparken), Viborg (opført 1973, 501 boliger, bygherre: Boligselskabet Viborg)
- Gammelmosevej, Kongens Lyngby (opført 1973, 70 boliger, Arbejdernes Boligselskab)
- Jagtvænget, Esbjerg (opført 1974, 84 boliger, bygherre: Arbejdernes Boligforening)
- Hedelundsparken, Esbjerg (opført 1974, 199 boliger, bygherre: Boligforeningen Fremad)
- Provst Benzons Vej, Søborg (opført 1974-75, 377 boliger, bygherre: Arbejdernes Boligselskab)
- Løget By, Vejle (opført 1974-84, 989 boliger, bygherre: AABVejle)
- Byagervej, Beder (opført 1975, 225 boliger, bygherre: Viby Andelsboligforening)
- Isagervej (Gyvelparken), Ry (opført 1975-80, 96 boliger, bygherre: Østjysk Boligadministration)
- Trigeparken, Trige (opført 1975-81, 471 boliger, bygherre: Boligforeningen Ringgården)
- Sønder Boulevard, København (opført 1976, 139 boliger, bygherre: AAB København)
- Vejlby Vest (Nyringen og Næringen), Risskov (opført 1976, 454 boliger, bygherre: Viby Andelsboligforening)
- Birkekrattet/Cederkrattet/Daddelkrattet m.fl. (tidligere Kvaglundparken), Esbjerg (opført 1976-78, 496 boliger, bygherre: Arbejdernes Boligforening)
- Jørgensgård, Sønderborg (opført 1977, 206 boliger, bygherre: Sønderborg Andelsboligforening)
- Hjortshøj Møllevej, Hjortshøj (opført 1979, 31 boliger, bygherre: Boligforeningen Solgaarden)
- Bakkegården, Aabenraa (opført 1979-81, 149 boliger, bygherre: Aabenraa Andelsboligforening)
- Tved, Tønder (opført 1981, 20 boliger, bygherre: Tønder Andelsboligforening)
- Niels Steensens Vej, Nordborg (opført 1981, 32 boliger, bygherre: Boligselskabet DANBO)
- Ådalsvænget, Esbjerg (opført 1982, 186 boliger, bygherre: Arbejdernes Boligforening)
- Bodøvej, Aarhus (opført 1982, 11 boliger, bygherre: Boligforeningen Ringgården)
- Sandkåsparken, Aarhus (opført 1982, 95 boliger, bygherre: AAB Århus)
- Sandkåsparken II, Aarhus (opført 1982, 39 boliger, bygherre: AAB Århus)
- Brohaven, Egå (opført ?, 84 rækkehuse, bygherre: AAB Aarhus)
- Åhaven, Odense (opført 1974-75, 363 rækkehuse, bygherre Odense Andels Boligforening, OAB)
- Vibehaven, Odense ( opført 76-77, 48 rækkehuse, bygherre Odense Andels Boligforening, OAB)

### Galleri
Vejlby Vest (blandet bebyggelse)
- Boligblokke
- Altan-siden på boligblok
- Rækkehuse
- Rækkehuse (close-up)
- Gangstier, beplantning og blandet bebyggelse
- Atriumhuse i et-plan